# سوگل خلیق
سوگل خلیق (زادهٔ ۱۶ آبان ۱۳۶۷) بازیگر ایرانی و فارغ‌التحصیل رشته کارگردانی تئاتر در مقطع لیسانس از دانشکده سینما تئاتر دانشگاه هنر تهران است.

## فیلم‌شناسی
فیلم سینمایی
- شب طلایی (۱۴۰۰)[۴]
- آخرین تولد (۱۴۰۰)
- مردن در آب مطهر (۱۳۹۸)
- ماهور (۱۳۹۶)
- خماری (۱۳۹۴)
- در سکوت (۱۳۹۳)
- دو (۱۳۹۳)

تئاتر
- پدر ۱۴۰۱ (آروند دشت آرای)
- خروس لاری ۱۳۹۷ (امید سهرابی)
- اهالی هوا[۵] ۱۳۹۶ (دیانا فتحی)
- عاقبت عشاق سینه‌چاک ۱۳۹۶ (بهرام تشکر)
- و خداوند «هایم» را فراموش کرده است ۱۳۹۵ (هامون سیدی)
- روزهای بی باران ۱۳۹۵ (امین بهروزی)
- او شمال من جنوب من شرق و غرب من بود ۱۳۹۴ (محمد ولیزادگان)
- قصه ظهر جمعه ۱۳۹۲ (محمد مساوات)
- عکس اتفاق عزیز ۱۳۹۱ (محمد مساوات)
- بازیخانه قیاس‌الدین‌مع‌الفارق ۱۳۹۱ (محمد مساوات)
- این روبان سیاه ۱۳۹۰ (محمد مساوات)
- نمایشنامه خانی «کرگدن» ۱۳۹۹(علیرضا آرا)

مجموعه تلویزیونی
- دل‌دار ۱۳۹۸ (جمشید محمودی و نوید محمودی)[۶]
- نجوا ۱۳۹۷ (ابراهیم شیبانی)
- محکومین ۱۳۹۶ (سیدجمال سیدحاتمی)
- پرواز در ارتفاع صفر ۱۳۹۶ (عبدالحسن برزیده)[نیازمند منبع]

نمایش خانگی
- هم‌گناه (مصطفی کیایی-۱۳۹۸) در نقش سیما
- سیاوش (سروش محمدزاده-۱۳۹۹) در نقش جیران
- قبله عالم (حامد محمدی-۱۴۰۰) در نقش مونس‌السلطنه
- دفتر یادداشت (کیارش اسدی‌زاده-۱۴۰۲) در نقش نازنین
- فیلم کوتاه
- یک اتفاق نه چندان ساده (وحید رابودان-۱۳۹۲)[نیازمند منبع]
- سقف کاذب (محسن نجفی مهری-۱۳۹۹) در نقش تینا

## جوایز و افتخارات
| سال  | نتیجه | نام جایزه                  | رده                   | برای فیلم    |
| ---- | ----- | -------------------------- | --------------------- | ------------ |
| ۱۴۰۳ | برنده | بیست و سومین دوره جشن حافظ | بهترین بازیگر زن کمدی | دفتر یادداشت |